# Liste der Biografien/Gup
Liste der Biografien |
Portal Biografien |
Personensuche
# |
A |
B |
C |
D |
E |
F |
G |
H |
I |
J |
K |
L |
M |
N |
O |
P |
Q |
R |
S |
T |
U |
V |
W |
X |
Y |
Z |
?
 
Ga |
Gb |
Gc |
Gd |
Ge |
Gf |
Gh |
Gi |
Gj |
Gk |
Gl |
Gm |
Gn |
Go |
Gp |
Gq |
Gr |
Gs |
Gu |
Gv |
Gw |
Gy |
Gz
 
Gua |
Gub |
Guc |
Gud |
Gue |
Guf |
Gug |
Guh |
Gui |
Guj |
Guk |
Gul |
Gum |
Gun |
Guo |
Gup |
Gur |
Gus |
Gut |
Guu |
Guv |
Guw |
Guy |
Guz
Die Liste der Biografien führt alle Personen auf, die in der deutschsprachigen Wikipedia einen Artikel haben. Dieses ist eine Teilliste mit 34 Einträgen von Personen, deren Namen mit den Buchstaben „Gup“ beginnt.

## Gup

### Gupp
- Guppenberger, Lambert (1839–1907), österreichischer Pfarrer, Lehrer und Schriftsteller
- Guppy, Eileen (1903–1980), britische Geologin und Petrologin
- Guppy, Robert John Lechmere (1836–1916), britischer Naturwissenschaftler
- Guppy, Sarah (1770–1852), britische Erfinderin
- Guppy, Steve (* 1969), englischer Fußballspieler

### Gupt
- Gupta, Abhijeet (* 1989), indischer Schachmeister
- Gupta, Abhinn Shyam (* 1979), indischer Badmintonspieler
- Gupta, Akhil (* 1959), indisch-amerikanischer Anthropologe
- Gupta, Atiha Sen (* 1988), britische Dramatikerin und Drehbuchautorin
- Gupta, Bahadur (* 1976), indischer Skilangläufer
- Gupta, Banarsi Das (1917–2007), indischer Politiker und Chief Minister von Haryana
- Gupta, Indrajit (1919–2001), indischer Politiker
- Gupta, Joyeeta (* 1964), niederländische Klimawissenschaftlerin
- Gupta, Kanta (1938–2016), kanadische Mathematikerin und Hochschullehrerin
- Gupta, Modadugu Vijay (* 1939), indischer Biologe und Fischereiwissenschaftler
- Gupta, Neena (* 1984), indische Mathematikerin
- Gupta, Nolini Kanta (1889–1984), indischer Freiheitskämpfer und Autor
- Gupta, Radha Charan (1935–2024), indischer Mathematikhistoriker
- Gupta, Rahul, US-amerikanischer Arzt und Regierungsbeamter
- Gupta, Rajesh K. (* 1961), indisch-US-amerikanischer Informatiker und Systemingenieur
- Gupta, Rati (* 1984), amerikanische Schauspielerin
- Gupta, Sanjay (* 1969), US-amerikanischer NeurochirurgSanjay Gupta (* 1969)

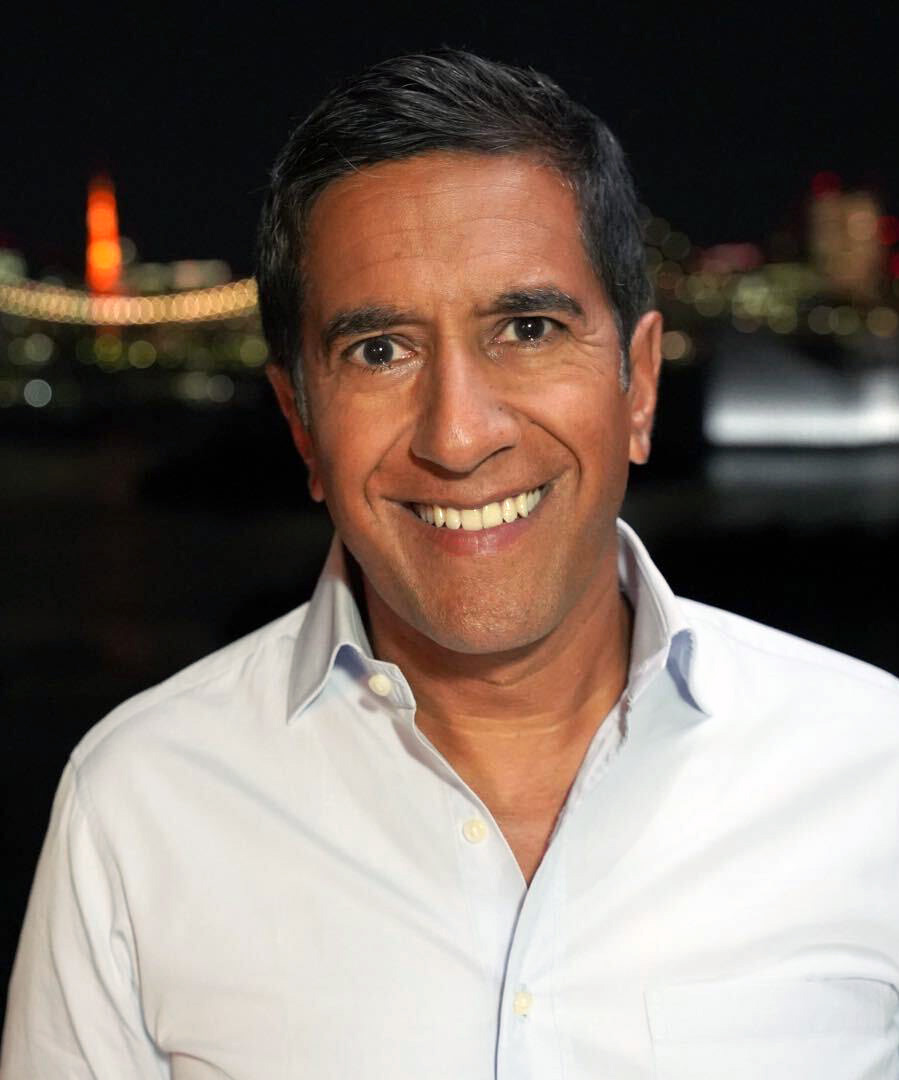
Sanjay Gupta (* 1969)

- Gupta, Sanjeev (* 1971), britischer Geschäftsmann
- Gupta, Subodh (* 1964), indischer Künstler
- Gupta, Sunetra (* 1965), indische Epidemiologin, Hochschullehrerin und Autorin
- Gupta, Suraj N. (1924–2021), indischer Physiker
- Gupta, Swaraj Prakash (1931–2007), indischer Archäologe und Kunsthistoriker
- Gupta, Umang (1949–2022), indisch-US-amerikanischer Unternehmer
- Gupta, Vanita (* 1974), US-amerikanische Bürgerrechtsanwältin
- Gupta, Yana (* 1979), tschechisches Model und Schauspielerin
- Guptara, Jyoti (* 1988), englischer Schriftsteller
- Gupte, Baloo (1934–2005), indischer Cricketspieler
- Gupte, Lalita (* 1948), indische Bankmanagerin
- Gupton, Damon (* 1973), US-amerikanischer Schauspieler und Dirigent